# Пекари (Сумская область)
Пекари (укр. Пекарі) — село,
Пекаревский сельский совет,
Конотопский район,
Сумская область,
Украина.
Код КОАТУУ — 5922086401. Население по переписи 2001 года составляло 611 человек.
Является административным центром Пекаревского сельского совета, в который не входят другие населённые пункты.

## Географическое положение
Село Пекари находится на левом берегу водохранилища Ромен (река Ромен) и на притоке Ромена Сухой Ромен,
выше по течению на расстоянии в 3,5 км расположено село Коновалы (Роменский район),
ниже по течению на расстоянии в 2,5 км расположено село Нехаевка.
По селу протекает пересыхающий ручей с запрудой.
Рядом проходит автомобильная дорога Т-1907.

## История
- Село Пекари известно с XVII века.

## Экономика
- Молочно-товарная ферма.
- ЧСП «Глория».

## Объекты социальной сферы
- Школа.
- Клуб.
- Фельдшерско-акушерский пункт.